# غلين سوان
غلين سوان (بالإنجليزية: Glenn Swan)‏ هو لاعب كرة قدم أسترالية أسترالي، ولد في 1 أكتوبر 1952.

## وصلات خارجية
- غلين سوان على موقع AustralianFootball.com (الإنجليزية)
- غلين سوان على موقع AFLtables.com (الإنجليزية)